# Herrnschwende
Herrnschwende est une commune allemande de l'arrondissement de Sömmerda, Land de Thuringe.

## Géographie
Herrnschwende se situe dans le bassin de Thuringe, sur la Helbe.
|         | Frömmstedt    |          |
| Greußen | Herrnschwende | Günstedt |
|         | Weißensee     |          |

La commune comprend Nausiß, devenu un quartier en 1951.

## Histoire
Herrnschwende est mentionné pour la première fois en 1253.
Herrnschwende est la scène d'une chasse aux sorcières en 1684 : un homme est brûlé.